# Vodafone Spain
Vodafone Spain — оператор мобільного зв'язку в Іспанії, заснований в 2000 році. Є дочірньою компанією Zegona Communications (Велика Британія)  Серед всіх іспанських операторів зв'язку розташований на другому місці за популярністю та обслуговує 17 000 000 клієнтів (приблизно 33% ринку). Головними конкурентами компанії є: Orange, Movistar, Yoigo. Vodafone Spain пропонує своїм клієнтам мобільний інтернет у мережах 2G, 3G і 4G та LTE. У травні 2019 року Vodafone Іспанія оголосила про запуск технології 5G влітку в таких містах, як Мадрид, Барселона, Більбао, Малага, Севілья та Валенсія.

## Віртуальні оператори на основі Vodafone Spain
В Іспанії існують такі віртуальні оператори мобільного зв'язку, що працюють на основі Vodafone:
- Movil
- Telecable [Архівовано 11 лютого 2020 у Wayback Machine.]
- Mobil R [Архівовано 20 серпня 2020 у Wayback Machine.]
- Euskaltel [Архівовано 12 серпня 2020 у Wayback Machine.]
- Lebara Mobile [Архівовано 1 грудня 2013 у Wayback Machine.]
- Pepephone [Архівовано 10 серпня 2020 у Wayback Machine.]
- British Telecom [Архівовано 14 серпня 2020 у Wayback Machine.]
- Hits Mobile [Архівовано 5 серпня 2018 у Wayback Machine.]

1. ↑  https://www.vodafone.es/c/conocenos/es/aviso-legal/
2. ↑  https://apps.db.ripe.net/search/lookup.html?source=ripe&key=77.231.0.0+-+77.231.255.255&type=inetnum
3. ↑  https://apps.db.ripe.net/search/lookup.html?source=ripe&key=46.27.0.0+-+46.27.255.255&type=inetnum
4. ↑  YouTube Application Programming Interface